# برزینا
رود برزینا رودی است به دنیپر می‌ریزد. این رود از کشور بلاروس می‌گذرد. طول آن ۵۶۱ کیلومتر (۳۴۹ مایل) است.